# Kimmo Rintanen
Kimmo Taneli Rintanen (* 7. August 1973 in Rauma) ist ein ehemaliger finnischer Eishockeyspieler und -trainer, der während seiner aktiven Laufbahn unter anderem für die Kloten Flyers und den HC Lugano in der National League A gespielt hat. Seit 2021 ist er Assistenztrainer beim EHC Kloten.

## Karriere
Rintanen begann seine Karriere 1990 in der finnischen Liga bei Lukko Rauma, für das er bis 1994 aktiv war. Anschließend wechselte er zu deren Ligarivalen TPS Turku, mit dem er 1995 erstmals Finnischer Meister, sowie 1996 und 1997 Vize-Meister wurde. Zudem gewann Rintanen mit Turku 1997 die European Hockey League. Für die Saison 1998/99 schloss sich Rintanen Jokerit Helsinki an, das er nach einem Jahr allerdings schon wieder verließ, um nach Turku zurückzukehren. Mit TPS wurde er in den Jahren 2000 und 2001 erneut Meister, ehe er 2001 zu den Kloten Flyers aus der Schweizer Nationalliga A wechselte, für die er zehn Jahre auf dem Eis stand.
Die Kloten Flyers gaben am 29. November 2010 bekannt, dass sie den Vertrag mit Rintanen nicht verlängern werden. Kimmo Rintanen ist der höchstbezahlte Spieler, der je bei den Flyers gespielt hat. Im Januar 2011 wurde er vom HC Lugano für die Saison 2011/12 verpflichtet.
Im Februar 2013 kehrte Rintanen zu den Kloten Flyers zurück und übernahm dort das Amt des Assistenztrainers neben Cheftrainer Felix Hollenstein. Im Dezember 2014 wurde er zusammen mit Hollenstein entlassen. Anschließend kehrte er nach Finnland zurück und wurde Assistenztrainer bei TPS Turku. Diese Position hatte er bis 2021 inne.
Seit 2021 ist er Assistenztrainer beim EHC Kloten.

### International
Für Finnland nahm Rintanen an der U20-Junioren-Weltmeisterschaft 1993 sowie den A-Weltmeisterschaften 1998 bis 2004 teil. Des Weiteren Stand er im Aufgebot Finnlands bei den Olympischen Winterspielen 1998 in Nagano. Insgesamt absolvierte Rintanen 155 Spiele für die Nationalmannschaft, in denen er 35 Tore erzielte.

## Erfolge und Auszeichnungen
| - 1995 Finnischer Meister mit TPS Turku - 1996 Finnischer Vizemeister mit TPS Turku - 1996 SM-liiga-Spieler des Monats Dezember - 1997 Finnischer Vizemeister mit TPS Turku - 1997 European-Hockey-League-Gewinn mit TPS Turku - 1997 SM-liiga All-Star-Team - 1997 Kultainen kypärä - 1997 Raimo-Kilpiö-Trophäe - 1998 Raimo-Kilpiö-Trophäe - 2000 Finnischer Meister mit TPS Turku - 2000 SM-liiga All-Star-Team | - 2000 Raimo-Kilpiö-Trophäe - 2000 SM-liiga-Spieler des Monats Oktober - 2001 Finnischer Meister mit TPS Turku - 2001 Kultainen kypärä - 2001 Raimo-Kilpiö-Trophäe - 2006 Europäischer Spieler des Monats Oktober - 2009 Wertvollster Spieler der National League A - 2009 Schweizer Vizemeister mit den Kloten Flyers - 2011 Schweizer Vizemeister mit den Kloten Flyers - 2015 Aufnahme in die Finnische Eishockey-Ruhmeshalle |

### International
| - 1998 Bronzemedaille bei den Olympischen Winterspielen - 1998 Silbermedaille bei der Weltmeisterschaft - 1999 Silbermedaille bei der Weltmeisterschaft | - 2000 Bronzemedaille bei der Weltmeisterschaft - 2001 Silbermedaille bei der Weltmeisterschaft |

## Karrierestatistik
(Legende zur Spielerstatistik: Sp oder GP = absolvierte Spiele; T oder G = erzielte Tore; V oder A = erzielte Assists; Pkt oder Pts = erzielte Scorerpunkte; SM oder PIM = erhaltene Strafminuten; +/− = Plus/Minus-Bilanz; PP = erzielte Überzahltore; SH = erzielte Unterzahltore; GW = erzielte Siegtore; 1 Play-downs/Relegation; Kursiv: Statistik nicht vollständig)